# كأس الأبطال الإسبانية (1940)
كانت كأس الأبطال الإسبانية لعام 1940 (تلفظ كوبا دي لوس كامبيونيس دي إسبانيا Copa de los Campeones de España) مسابقة كرة قدم إسبانية، عقدت مرة واحدة في سبتمبر 1940 كبطولة تلعب ذهابا وإيابا بين أتلتيكو أفياسيون (الآن أتلتيكو مدريد ؛ الفائز بلقب الدوري الإسباني 1939-40 ) و و RCD Español (الآن نادي إسبانيول؛ الفائز كأس ملك إسبانيا 1940 ).
انتهت مباراة الذهاب في 1 سبتمبر بنتيجة تعادل 3-3 على ملعب ساريا في برشلونة، في حين أن المباراة الثانية بعد أسبوعين في كامبو دي فوتبول دي فاليكاس كانت انتصارًا 7-1 لأتلتيكو، الذين كانوا استعاروا ملعب غير ملعبهم، بعد تدمير ملعبهم متروبوليتانو في الحرب الأهلية الإسبانية.
تعد هذه البطولة كأول كأس سوبر في كرة القدم الإسبانية. لم تتكرر البطولة، ولكن استؤنفت الصيغة في عام 1945 بكأس الذهب الأرجنتيني (كوبا دي أورو أرجنتينا)، وبعد ذلك بعامين ظهرت النسخة الرسمية الأولى، كوبا إيفا دوارتي. انتهى هذا في عام 1953، ثم بدأت كأس السوبر الإسباني الحالية في عام 1982.